# Katarakt (televisieserie)
Katarakt was een 13-delige Vlaamse televisieserie, die van 9 december 2007 tot 2 maart 2008 iedere zondag werd uitgezonden door de zender Eén. Het scenario is van Geert Vermeulen en Nathalie Haspeslagh. Het verhaal speelt zich af in de wereld van de fruitteelt in Haspengouw.
Met een totaal productiebudget van meer dan vijf miljoen euro is het een van de duurste Vlaamse series ooit. Per aflevering keken gemiddeld meer dan anderhalf miljoen Vlamingen naar de serie. Het programma kreeg in 2008 de Vlaamse Televisie Ster voor Beste Fictieprogramma van de Vlaamse Televisie Academie.
De reeks werd vanaf zondag 21 juni 2009 heruitgezonden op één.

## Verhaal
De serie vertelt het verhaal van een personage, Elisabeth Donkers, die het doodbloedende bedrijf van haar schoonvader Roger Hendrickx nieuw leven probeert in te blazen. Door haar oogziekte (RP, géén cataract!) verloopt dit steeds moeilijker. In een periode van 4 seizoenen volgt de serie de families en de plukkers op het fruitteeltbedrijf.

## Personages

### Elisabeth Donkers (38)
Elisabeth is gehuwd met Frank Hendrickx. Ze zijn de ouders van een achttienjarige tweeling: Saartje en Pieter. Eerst werkt Elisabeth als afdelingshoofd in een hogeschool. Ze geeft deze baan op, om in het fruitteeltbedrijf van haar schoonvader te stappen, waar ook haar schoonzus en schoonbroer werken.

### Frank Hendrickx (42)
Frank is gehuwd met Elisabeth Donkers. Frank is vroeger na aanslepende ruzies uit het familiebedrijf gestapt en werkt in een tuinbouwveiling. Elisabeth slaagt erin hem te overtuigen om samen met zijn broer en diens echtgenote het bedrijf van zijn vader over te nemen.

### Paul Hendrickx (40)
Paul (40) is gehuwd met An Degreef en is de jongere broer van Frank. An en hij wonen op het bedrijf, waar hij ook al heel zijn leven meewerkt.

### An Degreef (37)
An heeft een deel van de boerderij waar het fruitteeltbedrijf gevestigd is omgebouwd tot een 'Bed and Breakfast'. Naast het meehelpen in de fruitteelt, zorgt zij ook voor de opvang van de gasten.

### Roger Hendrickx (65)
Roger is de vader van Frank en Paul. De familie is al geruime tijd actief in de fruitteelt. Maar Roger heeft moeite met moderne bedrijfsvoering en staat er financieel erg zwak voor.

### Karel Donkers (64)
Karel Donkers is gehuwd met Gerda en de vader van Junior, Elisabeth en Herman Donkers. Hij is chirurg en hoofd van een ziekenhuis. De zorg voor zijn zoon Herman is zijn grootste aandachtspunt.

### Gerda (63)
Gerda is gehuwd met Karel Donkers en moeder van Junior, Elisabeth en Herman.

### Junior Donkers (40)
Junior Donkers is de oudste zoon van Karel en Gerda, en de oudere broer van Elisabeth. Hij werkt als anesthesist in het ziekenhuis waar zijn vader hoofd is.

### Herman Donkers (35)
Herman (35) is de jongste zoon van Karel en Gerda. Hij is licht verstandelijk gehandicapt en verblijft meestal in het tehuis 'De Horizon', maar Roger Hendrickx laat hem soms meewerken op het fruitteeltbedrijf.

### Saartje Hendrickx (18)
Saartje is de tweelingzus van Pieter en de dochter van Elisabeth en Frank. Ze moet nog kiezen waar ze naartoe wil met haar leven.

### Pieter Hendrickx (18)
Pieter is de tweelingbroer van Saartje en de zoon van Elisabeth en Frank. Hij ziet studeren niet echt zitten en steekt graag de handen uit de mouwen.

### Nathalie (34)
Nathalie is een collega van Frank op de tuinbouwveiling.

### Ben Van Hemelrijck
Ben is de eigenaar van een internationaal transportbedrijf en actief bij de serviceclub waar Karel Donkers voorzitter van is.

### Marijke
Marijke is een collega van Elisabeth op de hogeschool. Elisabeth en Marijke zijn al jaren vriendinnen.

## Cast
| Personage          | Katarakt             |
| ------------------ | -------------------- |
| Elisabeth Donkers  | Karlijn Sileghem     |
| Frank Hendrickx    | Marc Van Eeghem      |
| Paul Hendrickx     | Ludo Hoogmartens     |
| An Degreef         | Viv Van Dingenen     |
| Roger Hendrickx    | Jaak Van Assche      |
| Karel Donkers      | François Beukelaers  |
| Gerda              | Chris Lomme          |
| Junior Donkers     | Koen Van Impe        |
| Herman Donkers     | Bruno Vanden Broecke |
| Saartje Hendrickx  | Maaike Neuville      |
| Pieter Hendrickx   | Ides Meire           |
| Nathalie           | Joke Devynck         |
| Ben Van Hemelrijck | Dirk Tuypens         |
| Marijke            | Els Olaerts          |

## Commercialisering
Na de uitzending op televisie werd de reeks als vierdelige DVD-box uitgebracht. Verder verschenen de soundtrack van de reeks met muziek van Steve Willaert en een boek van Betty Antierens. In Haspengouw en Limburg werd de reeks ook gebruikt als kapstok voor een hele reeks toeristische initiatieven van Toerisme Limburg, waaronder een Katarakt-route.